# Michael Thomas Bass (1799–1884)

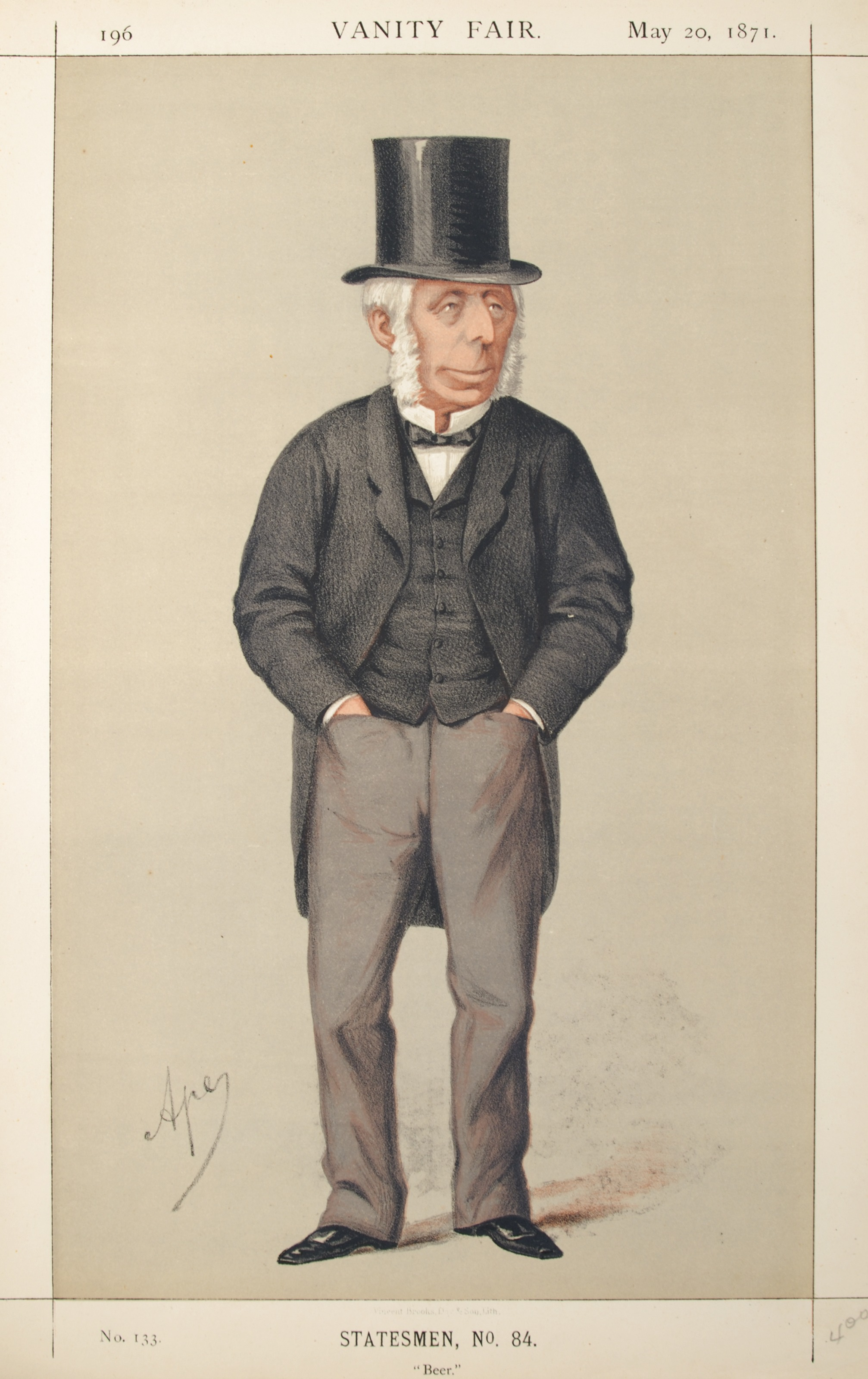
Michael Thomas Bass i Vanity Fair.

Michael Thomas Bass, född den 6 juli 1799, död den 29 april 1884, var en engelsk bryggeriägare och ledamot i brittiska underhuset.
Hans farfar William Bass hade grundat bryggeriet Bass  år 1777. Hans far, som också hette Michael Thomas Bass, expanderade företaget med export till Ryssland. Michael Thomas Bass den yngre tog över kontrollen över företaget 1827 och fortsatte med exportfokus på Asien. Ankomsten av järnvägen till Burton upon Trent år 1839 bidrog till tillväxten av verksamheten genom att minska transportkostnaderna. Efter Londonutställningen 1851 blev Bass öl berömt i hela Storbritannien.
Michael Thomas Bass var liberalernas riksdagsledamot i valkretsen Derby i Derby för nästan 40 år, 1847–1883. Han blev nationell ombudsman för bryggeriindustrin mot nonkonformisternas ansträngningar för lagstiftning mot alkohol. Bass var en ortodox liberal som stödde frihandel, låga skatter och högre levnadsstandard för arbetarklassen.
Han var känd som filantrop både i Derby och i sin hemstad Burton upon Trent. Han grundade Derbys bibliotek, och Derby Museum and Art Gallery kunde flytta in i samma byggnad. Biblioteket gjorde böcker tillgängliga utan kostnad för alla Derbys invånare för allra första gången. Byggnaden invigdes den 28 juni 1879 av den 80-årige Mr Bass själv, och fortfarande tillhanahåller biblioteket sina tjänster år staden.

### Fotnoter
1. 1 2  Bass, Michael Thomas - The Traffic Cone Man[död länk] Bygone Debyshire
2. 1 2  George Barnett Smith: Bass, Michael Thomas. Dictionary of National Biography, 1885-1900, Wikisource